# Deutscher Pressevertrieb

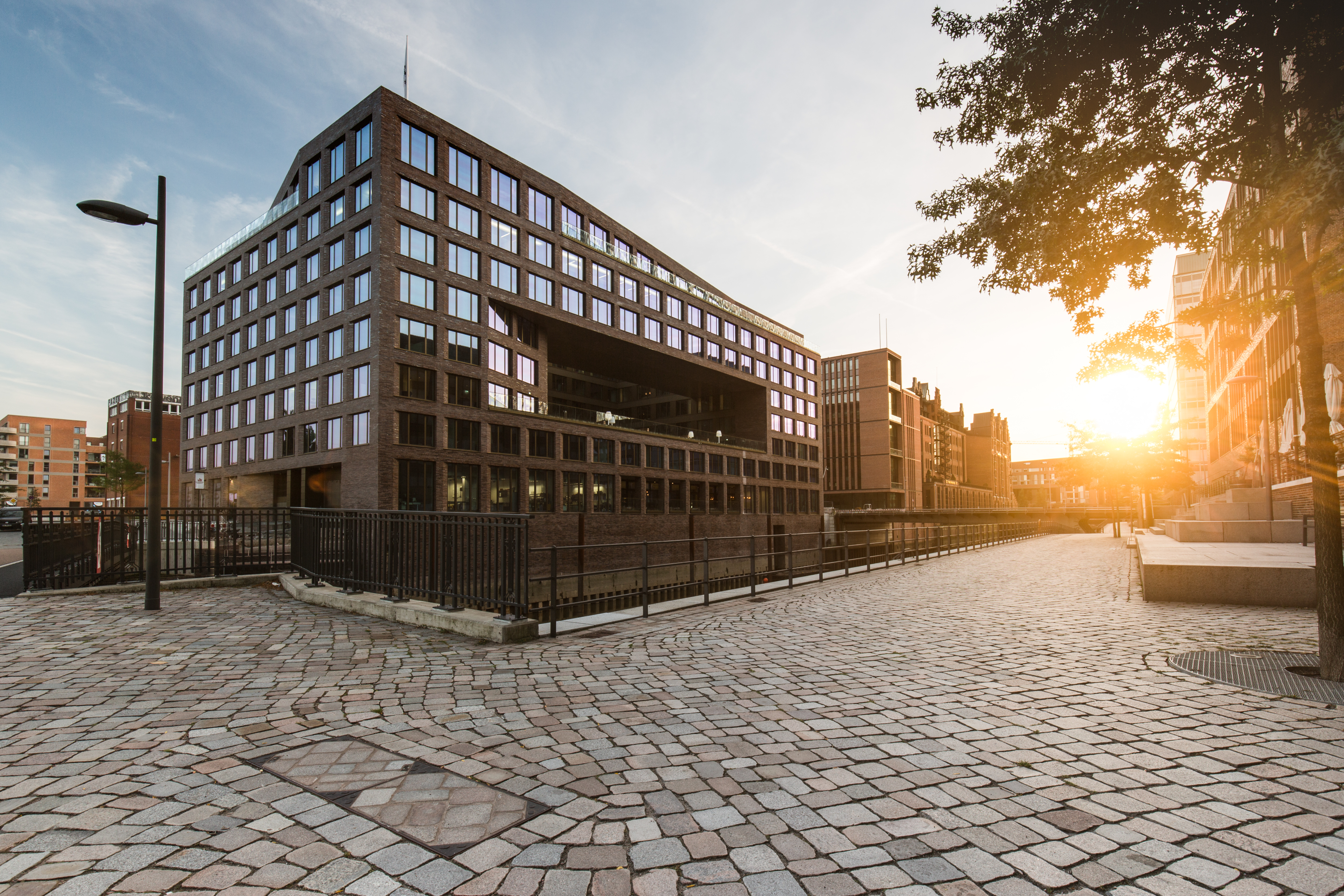
Unternehmenssitz in Hamburg Koreastraße 7

DPV Deutscher Pressevertrieb ist ein Vertriebsdienstleister für den weltweiten Vertrieb von Medienmarken. Der zentrale Standort befindet sich in Hamburg.

## Unternehmensprofil
Der DPV Deutscher Pressevertrieb, eine hundertprozentige Tochter des Verlagshauses Gruner + Jahr, ist ein Vertriebsdienstleister für Zeitschriften, Zeitungen und digitale Medien im In- und Ausland. Für seine Kundenverlage übernimmt der DPV sämtliche Dienstleistungen in den Bereichen Abo-Verwaltung/Fulfillment, Kundenservice, Technologie, Logistik und Direktmarketing, und zwar sowohl für Print als auch für digitale Medienprodukte.

## Kunden und Objekte
Zu den Kunden des DPV zählen u. a. die Medienunternehmen:
- Gruner + Jahr GmbH
- Motor Presse Stuttgart GmbH & Co. KG (bis 04/2021)
- Zeitverlag Gerd Bucerius GmbH & Co. KG
- Spiegel-Verlag Rudolf Augstein GmbH & Co. KG
- Stiftung Warentest
- Egmont Ehapa Verlag GmbH
- Jahr Top Special Verlag GmbH & Co. KG
- Computec Media GmbH

Zu den betreuten Titeln gehören u. a.:
- Stern, Gala, Brigitte, GEO, Schöner Wohnen
- Die Zeit
- Der Spiegel
- test
- Micky Maus

Insgesamt betreut der DPV Deutscher Pressevertrieb über 650 Titel von über 120 Verlagen.

## Tochterunternehmen
- MSP Medien-Service und Promotion GmbH

## Engagement
Der DPV engagiert sich um die Weiterbildung der Mitarbeitenden u. a. mit der unternehmenseigenen DPV Academy. Weiterhin ist der DPV Mitglied in den Verbänden Distripress und Deutscher Dialogmarketing Verband (DDV).